# Videojuego de pesca

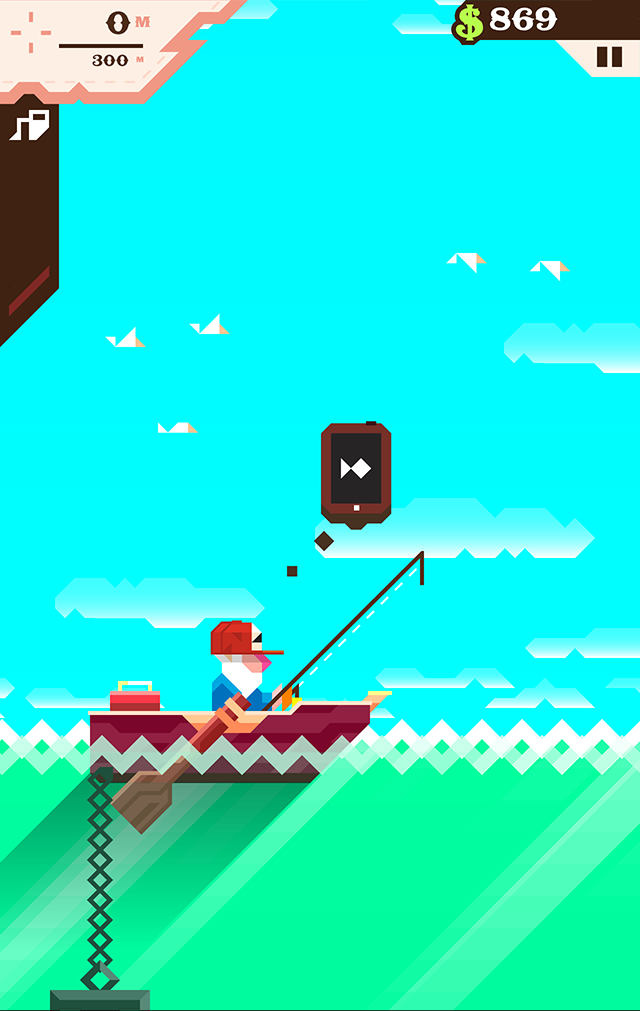
Captura de pantalla del videojuego de pesca de 2013 Ridiculous Fishing, en el que el personaje Billy espera para lanzar el sedal.

Los videojuegos de simulación de pesca son un género de videojuegos en el que el jugador realiza pesca recreativa virtual. Son considerados un subgénero de los videojuegos de deportes, y aunque no son tan prolíficos como otros géneros, los videojuegos de pesca han sido relativamente históricamente populares y se han lanzado videojuegos de este género en plataformas como arcade, consola, PC y móviles.

## Historia
Gone Fishin', desarrollado en 1977 por William Engel y presentrado como una aventura conversacional, se considera el primer videojuego de pesca. Fishing Derby de David Crane fue lanzado en 1980 para Atari 2600, siendo el primer videojuego de pesca que incorpora gráficos.
Los juegos de pesca también se refieren a un tipo de juego arcade que implica disparar a peces. Estos juegos aparecieron por primera vez alrededor de 2005 en China. Estos juegos también se hicieron populares en Estados Unidos a mediados de la década de 2010. El estatus legal de estos juegos ha sido disputado en muchos países y estados debido a su asociación con el crimen organizado y la ludopatía.

## Jugabilidad
La mayoría de los juegos de pesca presentan una amplia variedad de pesquerías, especies de peces y aparejos y otros accesorios como cañas, cebos, carretes y botes.
La jugabilidad de los juegos de pesca generalmente gira en torno a adquirir o elegir cebos adecuados, lanzar, colocar el anzuelo en reacción a las señales en pantalla, junto con algún tipo de combinación de presionar botones o el uso de un controlador de juego especializado para la pesca, como el carrete y la caña de Sega Dreamcast, la caña de Nintendo Wii y Nintendo 64. La puntuación en el juego a menudo se determina por el «peso» acumulativo de los peces capturados en una sola sesión de pesca.

## Minijuegos de pesca
Los minijuegos de pesca también son habituales dentro de varios videojuegos de acción y aventuras de mayor tamaño, como los videojuegos de la serie The Legend of Zelda y Pokémon, además de Red Dead Redemption 2 y muchos otros. Los videojuegos de mundo abierto a menudo incluyen mecánicas de pesca como una característica opcional. Esto es especialmente común en videojuegos de simulación, donde se requiere pescar para completar colecciones, cumplir misiones y obtener materiales para la elaboración de objetos. Los juegos de pesca son un elemento común en la mayoría de los juegos de simulación de granja como el Harvest Moon original en Super Nintendo.